# 154e brigade mécanisée
La 154e brigade mécanisée de son nom complet 154e brigade mécanisée autonome (en ukrainien : 154-та окрема механізована бригада (154-ta okrema mekhanizovana bryhada)) abrégé en 154 ОМБр, numéro d'unité militaire A4962) est une grande unité d'infanterie mécanisée de l'Armée de terre ukrainienne.

## Création
La 154e brigade mécanisée est annoncée aux côtés des 150e, 151e, 152e et 153e brigades mécanisées en octobre 2023,. L'unité est formée en octobre 2023. Comme les 150e, 151e, 152e et 153e brigades mécanisées, l'unité devrait participer à des actions de combat en 2024, ainsi qu'à la contre-offensive ukrainienne prévue en 2024. Un article de Forbes indique que les véhicules qui seront utilisés par la brigade ne sont pas encore connus. Une vidéo publiée par le ministère ukrainien de la Défense le 12 décembre 2023 laisse entendre que la 154e brigade mécanisée utilisera des chars T-62 plus anciens.

## Chefs de corps
- septembre 2023 - ???? ː Colonel Oleksandr Chtcherbina (uk)[5] ;
- ???? - présent en juillet 2025 ː Colonel Artem Rasko[6].

## Historique

### Premiers combats
Des éléments de la brigade sont repérés sur le front pour la première fois près de Pischane entre Svatove et Koupiansk en juillet 2024 dans le contexte de la poussée russe au sud de Koupiansk puis à Vovtchansk en septembre.

## Structure
.

### Ordre de bataille
- État-major de la brigade ;
  - 
    -  Compagnie de protection du QG ;
    -  unité de recrutement[7] ;

  -  1er bataillon mécanisé ;
  -  2e bataillon mécanisé ;
  -  3e bataillon mécanisé ;
  -  bataillon de chars (des T-62 et T-64) ;
  -  Groupe d'artillerie de la brigade[8] :
    - 
      -  État-major (штаб) du groupe d'artillerie ;
      -  batterie de contrôle et d'acquisition de cibles ;

    -  1er bataillon d'artillerie automotrice (2S3 Akatsiya) ;
    -  2e bataillon d'artillerie automotrice (2S1 Gvozdika) ;
    -  Bataillon de lance-roquettes multiples (BM-21 Grad) ;
    -  Bataillon antichars (MT-12 Rapira) ;

  -  bataillon antiaérien (2K22 Toungouska et 9K35 Strela-10) ;
  -  bataillon de systèmes aériens d'attaque sans pilote « Gremlin »
  -  compagnie de reconnaissance ;
  -  bataillon du génie ;
  -  bataillon de maintenance ;
  -  bataillon logistique ;
  -  compagnie de guerre électronique ;
  -  compagnie de transmissions ;
  -  compagnie médicale (soins et évacuation) ;
  -  compagnie de radars (désignation d'objectifs) ;
  -  compagnie de défense NRBC ;

### Équipements
- un bataillon de chars : équipé de T-62 et T-64BV model 2017
- trois bataillons mécanisés : dotés de véhicules BMP-1, M1117 Guardian (en) livrés par les États-Unis, VAB livrés par la France
- compagnie de reconnaissance : dotée de véhicules BRDM-2
- groupe d'artillerie : au moins un bataillon avec des pièces 2S1 Gvozdika

## Traditions

### Devise
Appelé par la guerre (en ukrainien : Покликаний війною (Poklykanyy viynoyu)).

### insignes de la brigade

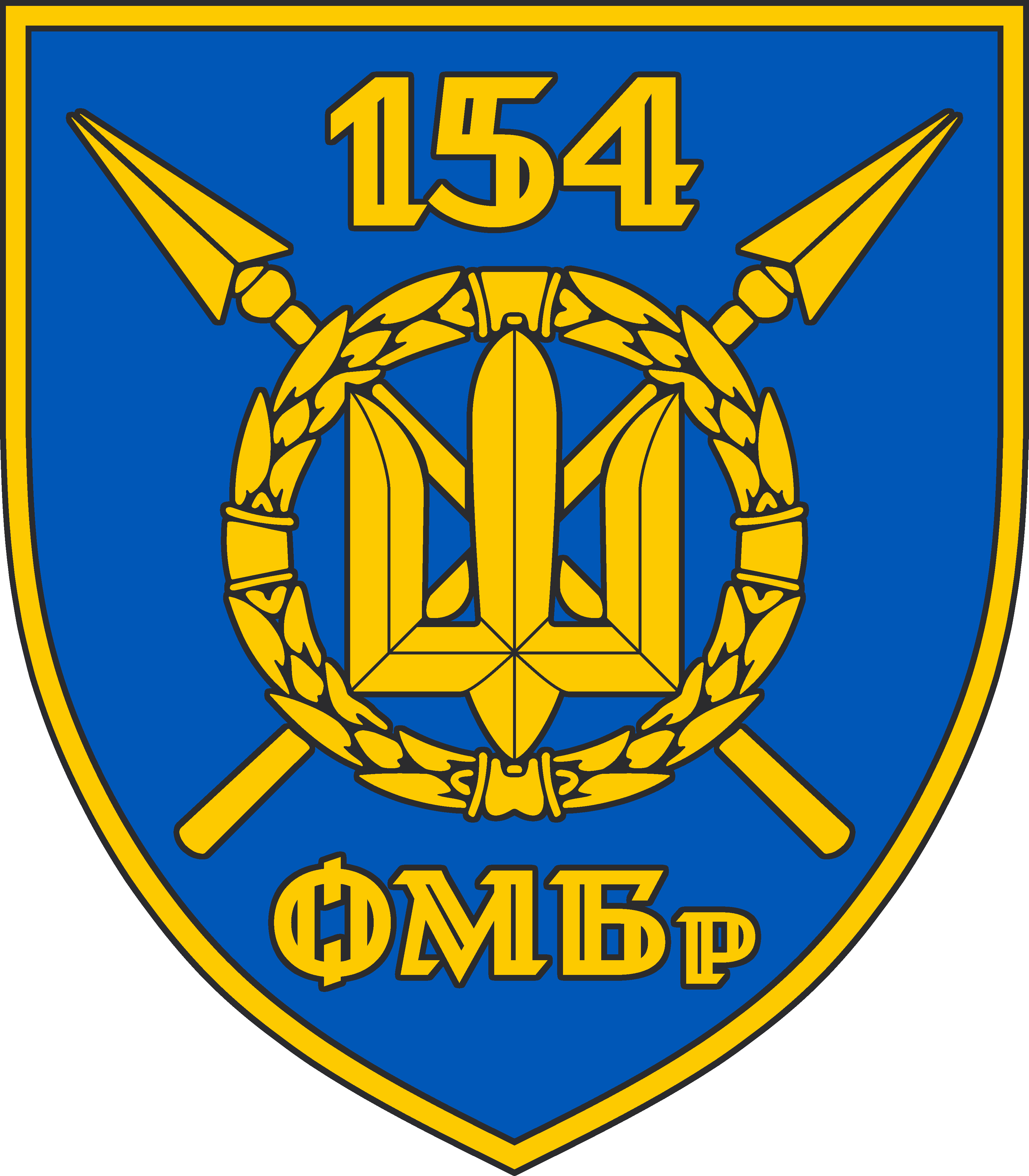
Insigne de la brigade, avant 2025.
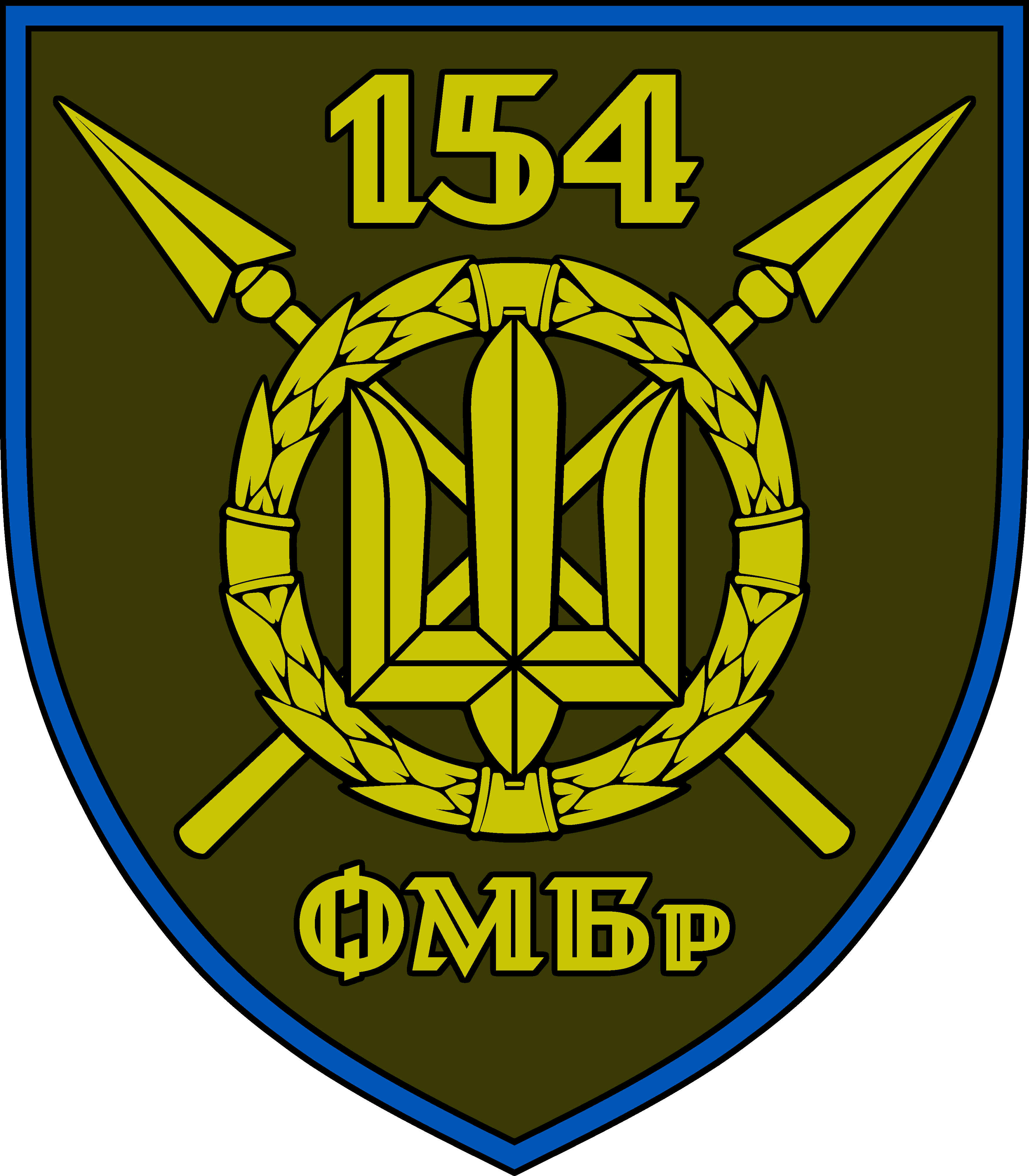
Insigne de la brigade, à partir de 2025.

### Drapeaux de motivation

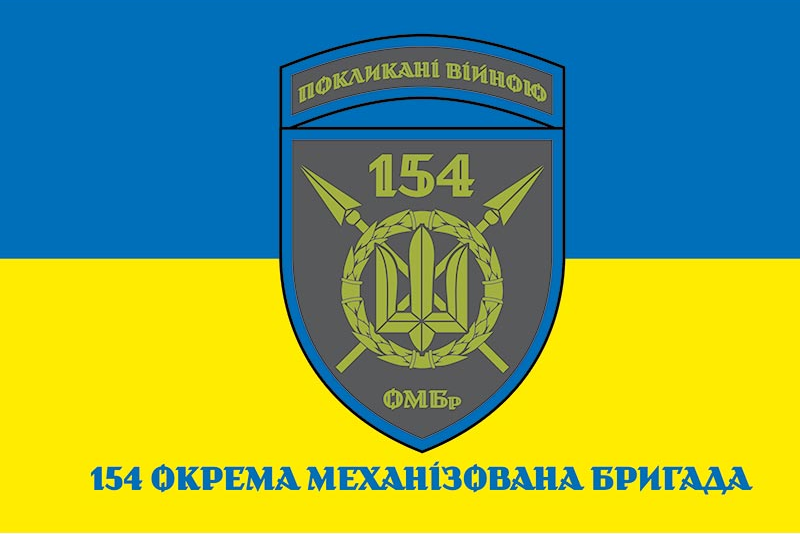
Drapeau de motivation 'azur et or' de la brigade.

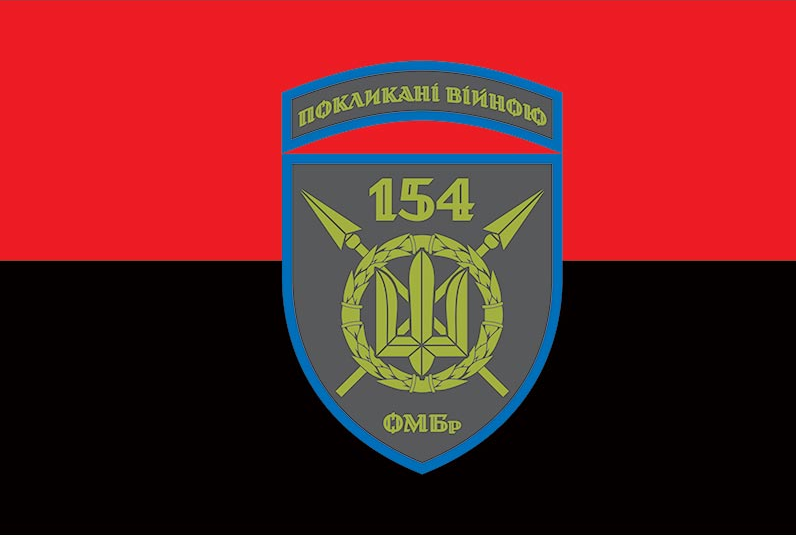
Drapeau de motivation 'sang et sable' de la brigade.

Les drapeaux de motivation ne sont pas officiels, mais ils sont utilisés par les soldats ukrainiens durant les combats pour revendiquer une libération de localité ou une prise de guerre. Ils sont aussi utilisés lors des manifestations de communication des brigades ou comme support de dédicaces. Ils sont différents des drapeaux honorifiques (en ukrainien : почесний прапор) que l'unité reçoit lors de sa constitution officielle (équivalent du fanion dans l'armée française). Ils diffèrent aussi des drapeaux de bataille (uk), cramoisi et or, utilisés lors des cérémonies officielles, ornés des rubans de décorations noués sur la hampe et des batailles de la brigade inscrites en lettres d'or, le tout extrêmement codifié,,. Les drapeaux de motivation de l'armée ukrainienne sont en général soit rouge et noir, soit bleu et jaune frappés de l'insigne de l'unité, mais il peut exister d'autres modèles de drapeau de motivation.
symbolique des couleurs de deux drapeaux de motivation
- azur et or ː les couleurs bleue et jaune du drapeau sont les couleurs officielles du Drapeau de l'Ukraine. Ces couleurs sont présentes dans l'héraldique et la vexillologie ukrainienne depuis la Rus' ainsi que dans la tradition cosaque[12]. Traditionnellement, le bleu symbolise le ciel et le jaune le blé, mais aussi, pour certains, le jaune symbolise les coupoles dorées des églises orthodoxes et le bleu le fleuve Dniepr qui coupe le pays en deux[13].

- sang et sable ː la couleur rouge représente le sang des combattants pour la liberté et l'indépendance de l'Ukraine, et la couleur noire symbolise la terre ukrainienne. Entre les XVIe et XVIIIe siècles, les cosaques du Sitch zaporogue arborent des bannières rouge et noire en même temps que des bannières jaune et bleue. Puis, en 1916, les membres de l'ordre « Chevalerie de l'Éperon de Fer » utilisent un brassard rouge et noir frappé d'un éperon de cavalerie en même temps qu'une cocarde jaune et bleue. Toujours en 1916, l'organisation scoute ordre de l’Éperon de fer reprend les couleurs rouge et noire ainsi que l'éperon de cavalerie pour son insigne. Dans les années 20, l'organisation scoute ukrainophone de Galicie, alors en Pologne Les diables de la forêt (uk) (en ukrainien : Лісові чорти), utilise pour la première fois un drapeau rouge et noir et le cite dans leur chant scout de deux couplets « Hey hou, hey ha » (en ukrainien : Гей гу, гей га). En 1929, l'OUN reprend la chanson en remplaçant « rouge et noir » par « jaune et bleu » pour correspondre à son drapeau, en y ajoutant des couplets révolutionnaires. En 1938, à la suite de la scission de l'OUN, l'organisation de Bandera, pour se distinguer de l'OUN-M qui a conservé le drapeau jaune et bleu, adopte le drapeau rouge et noir frappé du logo de l'OUN et réintroduit « rouge et noir » dans la chanson désormais révolutionnaire Hey hou, hey ha (uk). Depuis, le drapeau rouge et noir est le symbole de la résistance ukrainienne, quelle que soit la couleur politique de l'organisation qui est indiquée par le logo ou l'insigne au centre du drapeau[14],[15],[16],[17].